# 秋田県の廃止市町村一覧
秋田県の廃止市町村一覧（あきたけんのはいししちょうそんいちらん）は、秋田県における市制・町村制施行（1889年4月1日）後に、市町村合併や他の自治体に統合されることなどにより廃止した市町村の一覧である。単なる名称の変更は対象としない。
- 町村が「町制」・「市制」を施行し町・市となるケース
  - 「市町村」以外の表記名を変更しなかった自治体は一覧に含まれない。（例：井川村 → 井川町）
  - 町制・市制を施行した際に名称を変更した場合も一覧に含まれない。（例：琴浜村 → 若美町）
- 市町村が名称変更した場合は一覧に含まれない。
- 所属郡が変更になった場合は一覧に含まれない。
- 市町村合併で廃止した市町村のケース
  - 編入合併した場合の、存続市町村は廃止に当たらないので一覧に含まれない。
  - 編入合併した場合の、廃止した市町村は一覧に含まれる。
  - 新設合併した場合の、廃止した市町村は一覧に含まれる。
  - 新設合併した場合の、名称が残った市町村も一覧に含まれる。（例：旧・横手市 → 新・横手市）
- 分割や分立をしたケース
  - 分割で廃止した市町村は一覧に含まれる。（例：大野村 → 上大野村、下大野村に分割）
  - 分立で存続した市町村は一覧に含まれない。（例：昭和町の一部 → 飯田川町に分立。）

## 1899年以前
- 仙北郡（旧）神宮寺村 （1890年3月24日）仙北郡神宮寺村、北楢岡村に分割のため
- 北秋田郡大野村 （1892年4月1日）北秋田郡上大野村、下大野村に分割のため
- 南秋田郡上旭川村 （1892年8月1日）南秋田郡旭川村新設のため
- 南秋田郡下旭川村 （1892年8月1日）南秋田郡旭川村新設のため
- 河辺郡中川村 （1895年11月8日）河辺郡戸米川村、種平村に分割のため

## 1900年～1909年
- 仙北郡（旧）新刈和野村 （1900年8月13日）仙北郡刈和野村、峰吉川村に分割のため

## 1910年～1919年
この10年間に県内に廃止市町村なし

## 1920年～1929年
- 河辺郡牛島町 （1924年4月1日）秋田市に編入のため
- 南秋田郡川尻村 （1926年4月1日）秋田市に編入のため

## 1930年～1939年
- 南秋田郡旭川村 （1933年3月14日）秋田市に編入のため
- 平鹿郡朝倉村 （1933年4月15日）横手町に編入のため

## 1940年～1949年
- 山本郡能代港町 （1940年10月1日）能代市新設のため
- 山本郡東雲村 （1940年10月1日）能代市新設のため
- 山本郡榊村 （1940年10月1日）能代市新設のため
- 河辺郡新屋町 （1941年4月1日）秋田市に編入のため
- 南秋田郡土崎港町 （1941年4月1日）秋田市に編入のため
- 南秋田郡寺内町 （1941年4月1日）秋田市に編入のため
- 南秋田郡広山田村 （1941年4月1日）秋田市に編入のため
- 南秋田郡馬川村 （1942年4月1日）南秋田郡五城目町に編入のため
- 南秋田郡南磯村 （1942年4月1日）南秋田郡船川港町に編入のため
- 南秋田郡大久保町 （1942年4月1日）南秋田郡昭和町新設のため
- 南秋田郡飯田川町 （1942年4月1日）南秋田郡昭和町新設のため
- 南秋田郡豊川村 （1942年4月1日）南秋田郡昭和町新設のため
- 山本郡扇淵村 （1942年4月1日）能代市に編入のため
- 河辺郡豊島村 （1942年4月1日）河辺郡和田町に編入のため

## 1950年～1959年
- 平鹿郡栄村 （1951年4月1日）平鹿郡横手町（即日市制、横手市）に編入のため
- 平鹿郡旭村 （1951年4月1日）平鹿郡横手町（即日市制、横手市）に編入のため
- 北秋田郡大館町 （1951年4月1日）大館市新設のため
- 北秋田郡釈迦内村 （1951年4月1日）大館市新設のため
- 由利郡子吉村 （1954年3月31日）由利郡本荘町（即日市制、本荘市）に編入のため
- 由利郡小友村 （1954年3月31日）由利郡本荘町（即日市制、本荘市）に編入のため
- 由利郡石沢村 （1954年3月31日）由利郡本荘町（即日市制、本荘市）に編入のため
- 由利郡南内越村 （1954年3月31日）由利郡本荘町（即日市制、本荘市）に編入のため
- 由利郡北内越村 （1954年3月31日）由利郡本荘町（即日市制、本荘市）に編入のため
- 由利郡松ケ崎村 （1954年3月31日）由利郡本荘町（即日市制、本荘市）に編入のため
- 南秋田郡船川港町 （1954年3月31日）男鹿市新設のため
- 南秋田郡脇本村 （1954年3月31日）男鹿市新設のため
- 南秋田郡五里合村 （1954年3月31日）男鹿市新設のため
- 南秋田郡男鹿中村 （1954年3月31日）男鹿市新設のため
- 南秋田郡戸賀村 （1954年3月31日）男鹿市新設のため
- 雄勝郡湯沢町 （1954年3月31日）湯沢市新設のため
- 雄勝郡山田村 （1954年3月31日）湯沢市新設のため
- 雄勝郡三関村 （1954年3月31日）湯沢市新設のため
- 雄勝郡弁天村 （1954年3月31日）湯沢市新設のため
- 雄勝郡岩崎町 （1954年3月31日）湯沢市新設のため
- 雄勝郡幡野村 （1954年3月31日）湯沢市新設のため
- 仙北郡大曲町 （1954年5月3日）大曲市新設のため
- 仙北郡花館村 （1954年5月3日）大曲市新設のため
- 仙北郡内小友村 （1954年5月3日）大曲市新設のため
- 仙北郡大川西根村 （1954年5月3日）大曲市新設のため
- 仙北郡藤木村 （1954年5月3日）大曲市新設のため
- 仙北郡四ツ屋村 （1954年5月3日）大曲市新設のため
- 平鹿郡（旧）十文字町 （1954年10月1日）平鹿郡十文字町新設のため
- 平鹿郡三重村 （1954年10月1日）平鹿郡十文字町新設のため
- 山本郡八森村 （1954年10月1日）山本郡八森町新設のため
- 山本郡岩館村 （1954年10月1日）山本郡八森町新設のため
- 南秋田郡太平村 （1954年10月1日）秋田市に編入のため
- 南秋田郡外旭川村 （1954年10月1日）秋田市に編入のため
- 南秋田郡飯島村 （1954年10月1日）秋田市に編入のため
- 南秋田郡上新城村 （1954年10月1日）秋田市に編入のため
- 南秋田郡下新城村 （1954年10月1日）秋田市に編入のため
- 河辺郡豊岩村 （1954年10月1日）秋田市に編入のため
- 河辺郡浜田村 （1954年10月1日）秋田市に編入のため
- 河辺郡上北手村 （1954年10月1日）秋田市に編入のため
- 河辺郡下北手村 （1954年10月1日）秋田市に編入のため
- 河辺郡仁井田村 （1954年10月1日）秋田市に編入のため
- 河辺郡四ツ小屋村 （1954年10月1日）秋田市に編入のため
- 由利郡下浜村 （1954年10月1日）秋田市に編入のため
- 南秋田郡金足村 （1955年1月1日）秋田市、南秋田郡昭和町に分割編入のため
- 南秋田郡上井河村 （1955年2月1日）南秋田郡井川村新設のため
- 南秋田郡下井河村 （1955年2月1日）南秋田郡井川村新設のため
- 北秋田郡下川沿村 （1955年3月1日）大館市に編入のため
- 北秋田郡上川沿村 （1955年3月1日）大館市に編入のため
- 北秋田郡長木村 （1955年3月1日）大館市に編入のため
- 北秋田郡真中村 （1955年3月1日）大館市に編入のため
- 北秋田郡二井田村 （1955年3月1日）大館市に編入のため
- 雄勝郡須川村 （1955年3月1日）湯沢市に編入のため
- 南秋田郡北浦町 （1955年3月1日）男鹿市に編入のため
- 南秋田郡船越町 （1955年3月1日）男鹿市に編入のため
- 北秋田郡花岡町 （1955年3月1日）北秋田郡花矢町新設のため
- 北秋田郡矢立村 （1955年3月1日）北秋田郡花矢町新設のため
- 由利郡東滝沢村 （1955年3月1日）由利郡由利村新設のため
- 由利郡西滝沢村 （1955年3月1日）由利郡由利村新設のため
- 由利郡鮎川村 （1955年3月1日）由利郡由利村新設のため
- 仙北郡刈和野町 （1955年3月1日）仙北郡西仙北町新設のため
- 仙北郡土川村 （1955年3月1日）仙北郡西仙北町新設のため
- 仙北郡大沢郷村 （1955年3月1日）仙北郡西仙北町新設のため
- 仙北郡強首村 （1955年3月1日）仙北郡西仙北町新設のため
- 山本郡（旧）二ツ井町 （1955年3月25日）山本郡二ツ井町新設のため
- 山本郡荷上場村 （1955年3月25日）山本郡二ツ井町新設のため
- 山本郡種梅村 （1955年3月25日）山本郡二ツ井町新設のため
- 山本郡富根村 （1955年3月25日）山本郡二ツ井町新設のため
- 北秋田郡十二所町 （1955年3月31日）大館市に編入のため
- 鹿角郡毛馬内町 （1955年3月31日）鹿角郡十和田町新設のため
- 鹿角郡錦木村 （1955年3月31日）鹿角郡十和田町新設のため
- 北秋田郡扇田町 （1955年3月31日）北秋田郡比内町新設のため
- 北秋田郡東館村 （1955年3月31日）北秋田郡比内町新設のため
- 北秋田郡西館村 （1955年3月31日）北秋田郡比内町新設のため
- 北秋田郡大葛村 （1955年3月31日）北秋田郡比内町新設のため
- 北秋田郡上大野村 （1955年3月31日）北秋田郡合川町新設のため
- 北秋田郡下大野村 （1955年3月31日）北秋田郡合川町新設のため
- 北秋田郡落合村 （1955年3月31日）北秋田郡合川町新設のため
- 北秋田郡下小阿仁村 （1955年3月31日）北秋田郡合川町新設のため
- 山本郡藤琴村 （1955年3月31日）山本郡藤里村新設のため
- 山本郡粕毛村 （1955年3月31日）山本郡藤里村新設のため
- 南秋田郡（旧）五城目町 （1955年3月31日）南秋田郡五城目町新設のため
- 南秋田郡馬場目村 （1955年3月31日）南秋田郡五城目町新設のため
- 南秋田郡富津内村 （1955年3月31日）南秋田郡五城目町新設のため
- 南秋田郡内川村 （1955年3月31日）南秋田郡五城目町新設のため
- 南秋田郡大川村 （1955年3月31日）南秋田郡五城目町新設のため
- 河辺郡和田町 （1955年3月31日）河辺郡河辺町新設のため
- 河辺郡岩見三内村 （1955年3月31日）河辺郡河辺町新設のため
- 河辺郡豊島村 （1955年3月31日）河辺郡河辺町新設のため
- 由利郡平沢町 （1955年3月31日）由利郡仁賀保町新設のため
- 由利郡小出村 （1955年3月31日）由利郡仁賀保町新設のため
- 由利郡院内村 （1955年3月31日）由利郡仁賀保町新設のため
- 由利郡（旧）象潟町 （1955年3月31日）由利郡象潟町新設のため
- 由利郡上浜村 （1955年3月31日）由利郡象潟町新設のため
- 由利郡上郷村 （1955年3月31日）由利郡象潟町新設のため
- 由利郡笹子村 （1955年3月31日）由利郡鳥海村新設のため
- 由利郡川内村 （1955年3月31日）由利郡鳥海村新設のため
- 由利郡直根村 （1955年3月31日）由利郡鳥海村新設のため
- 仙北郡神宮寺町 （1955年3月31日）仙北郡神岡町新設のため
- 仙北郡北楢岡村 （1955年3月31日）仙北郡神岡町新設のため
- 仙北郡（旧）角館町 （1955年3月31日）仙北郡角館町新設のため
- 仙北郡白岩村 （1955年3月31日）仙北郡角館町新設のため
- 仙北郡雲沢村 （1955年3月31日）仙北郡角館町新設のため
- 仙北郡中川村 （1955年3月31日）仙北郡角館町新設のため
- 仙北郡長野町 （1955年3月31日）仙北郡中仙町新設のため
- 仙北郡清水村 （1955年3月31日）仙北郡中仙町新設のため
- 仙北郡豊川村 （1955年3月31日）仙北郡中仙町新設のため
- 仙北郡豊岡村 （1955年3月31日）仙北郡中仙町新設のため
- 仙北郡荒川村 （1955年3月31日）仙北郡協和村新設のため
- 仙北郡峰吉川村 （1955年3月31日）仙北郡協和村新設のため
- 仙北郡淀川村 （1955年3月31日）仙北郡協和村新設のため
- 河辺郡船岡村 （1955年3月31日）仙北郡協和村新設のため
- 仙北郡南楢岡村 （1955年3月31日）仙北郡南外村新設のため
- 仙北郡外小友村 （1955年3月31日）仙北郡南外村新設のため
- 仙北郡横堀村 （1955年3月31日）仙北郡仙北村新設のため
- 仙北郡高梨村 （1955年3月31日）仙北郡仙北村新設のため
- 仙北郡横沢村 （1955年3月31日）仙北郡太田村新設のため
- 仙北郡長信田村 （1955年3月31日）仙北郡太田村新設のため
- 仙北郡千屋村 （1955年3月31日）仙北郡千畑村新設のため
- 仙北郡畑屋村 （1955年3月31日）仙北郡千畑村新設のため
- 平鹿郡境町村 （1955年4月1日）横手市に編入のため
- 平鹿郡黒川村 （1955年4月1日）横手市に編入のため
- 平鹿郡角間川町 （1955年4月1日）大曲市に編入のため
- 山本郡檜山町 （1955年4月1日）能代市に編入のため
- 山本郡鶴形村 （1955年4月1日）能代市に編入のため
- 山本郡浅内村 （1955年4月1日）能代市に編入のため
- 山本郡常盤村 （1955年4月1日）能代市に編入のため
- 鹿角郡（旧）小坂町 （1955年4月1日）鹿角郡小坂町新設のため
- 鹿角郡七滝村 （1955年4月1日）鹿角郡小坂町新設のため
- 北秋田郡（旧）鷹巣町 （1955年4月1日）北秋田郡鷹巣町新設のため
- 北秋田郡栄村 （1955年4月1日）北秋田郡鷹巣町新設のため
- 北秋田郡坊沢村 （1955年4月1日）北秋田郡鷹巣町新設のため
- 北秋田郡七座村 （1955年4月1日）北秋田郡鷹巣町新設のため
- 北秋田郡沢口村 （1955年4月1日）北秋田郡鷹巣町新設のため
- 北秋田郡阿仁合町 （1955年4月1日）北秋田郡阿仁町新設のため
- 北秋田郡大阿仁村 （1955年4月1日）北秋田郡阿仁町新設のため
- 山本郡鹿渡町 （1955年4月1日）山本郡琴丘町新設のため
- 山本郡上岩川村 （1955年4月1日）山本郡琴丘町新設のため
- 山本郡鵜川村 （1955年4月1日）山本郡八竜村新設のため
- 山本郡浜口村 （1955年4月1日）山本郡八竜村新設のため
- 山本郡下岩川村 （1955年4月1日）山本郡山本村新設のため
- 山本郡金岡村 （1955年4月1日）山本郡山本村新設のため
- 山本郡森岳村 （1955年4月1日）山本郡山本村新設のため
- 山本郡塙川村 （1955年4月1日）山本郡峰浜村新設のため
- 山本郡沢目村 （1955年4月1日）山本郡峰浜村新設のため
- 平鹿郡（旧）増田町 （1955年4月1日）平鹿郡増田町新設のため
- 雄勝郡西成瀬村 （1955年4月1日）平鹿郡増田町新設のため
- 平鹿郡沼館町 （1955年4月1日）平鹿郡雄物川町新設のため
- 平鹿郡福地村 （1955年4月1日）平鹿郡雄物川町新設のため
- 平鹿郡里見村 （1955年4月1日）平鹿郡雄物川町新設のため
- 雄勝郡明治村 （1955年4月1日）分割し、平鹿郡雄物川町・雄勝郡羽後町新設のため
- 平鹿郡（旧）大森町 （1955年4月1日）平鹿郡大森町新設のため
- 平鹿郡八沢木村 （1955年4月1日）平鹿郡大森町新設のため
- 平鹿郡（旧）十文字町 （1955年4月1日）平鹿郡十文字町新設のため
- 平鹿郡睦合村 （1955年4月1日）平鹿郡十文字町新設のため
- 平鹿郡植田村 （1955年4月1日）平鹿郡十文字町新設のため
- 平鹿郡田根森村 （1955年4月1日）平鹿郡大雄村新設のため
- 平鹿郡阿気村 （1955年4月1日）平鹿郡大雄村新設のため
- 雄勝郡西馬音内町 （1955年4月1日）雄勝郡羽後町新設のため
- 雄勝郡三輪村 （1955年4月1日）雄勝郡羽後町新設のため
- 雄勝郡新成村 （1955年4月1日）雄勝郡羽後町新設のため
- 雄勝郡元西馬音内村 （1955年4月1日）雄勝郡羽後町新設のため
- 雄勝郡田代村 （1955年4月1日）雄勝郡羽後町新設のため
- 雄勝郡仙道村 （1955年4月1日）雄勝郡羽後町新設のため
- 雄勝郡院内町 （1955年4月15日）雄勝郡雄勝町新設のため
- 雄勝郡横堀町 （1955年4月15日）雄勝郡雄勝町新設のため
- 雄勝郡秋ノ宮村 （1955年4月15日）雄勝郡雄勝町新設のため
- 由利郡下郷村 （1955年7月23日）由利郡東由利村新設のため
- 由利郡玉米村 （1955年7月23日）由利郡東由利村新設のため
- 雄勝郡小野村 （1955年7月25日）雄勝郡雄勝町に編入のため
- 由利郡亀田町 （1955年7月28日）由利郡岩城町新設のため
- 由利郡道川村 （1955年7月28日）由利郡岩城町新設のため
- 平鹿郡館合村 （1955年10月10日）平鹿郡雄物川町、大雄村に分割編入のため
- 山本郡響村 （1955年12月25日）山本郡二ツ井町に編入のため
- 平鹿郡（旧）大森町 （1956年1月25日）平鹿郡大森町新設のため
- 平鹿郡川西村 （1956年1月25日）平鹿郡大森町新設のため
- 南秋田郡潟西村 （1956年4月1日）南秋田郡琴浜村新設のため
- 南秋田郡払戸村 （1956年4月1日）南秋田郡琴浜村新設のため
- 雄勝郡（旧）川連町 （1956年6月5日）雄勝郡川連町新設のため
- 雄勝郡駒形村 （1956年6月5日）雄勝郡川連町新設のため
- 鹿角郡宮川村 （1956年6月15日）鹿角郡八幡平村新設のため
- 鹿角郡曙村 （1956年6月15日）鹿角郡八幡平村新設のため
- 平鹿郡浅舞町 （1956年9月20日）平鹿郡平鹿町新設のため
- 平鹿郡吉田村 （1956年9月20日）平鹿郡平鹿町新設のため
- 南秋田郡一日市町 （1956年9月30日）南秋田郡八郎潟町新設のため
- 南秋田郡面潟村 （1956年9月30日）南秋田郡八郎潟町新設のため
- 南秋田郡（旧）昭和町 （1956年9月30日）南秋田郡昭和町新設のため
- 南秋田郡豊川村 （1956年9月30日）南秋田郡昭和町新設のため
- 北秋田郡米内沢町 （1956年9月30日）北秋田郡森吉町新設のため
- 北秋田郡前田村 （1956年9月30日）北秋田郡森吉町新設のため
- 北秋田郡早口町 （1956年9月30日）北秋田郡田代町新設のため
- 北秋田郡山瀬村 （1956年9月30日）北秋田郡田代町新設のため
- 北秋田郡七日市村 （1956年9月30日）北秋田郡鷹巣町に編入のため
- 北秋田郡綴子村 （1956年9月30日）北秋田郡鷹巣町に編入のため
- 鹿角郡（旧）花輪町 （1956年9月30日）鹿角郡花輪町新設のため
- 鹿角郡柴平村 （1956年9月30日）鹿角郡花輪町新設のため
- 鹿角郡（旧）十和田町 （1956年9月30日）鹿角郡十和田町新設のため
- 鹿角郡大湯町 （1956年9月30日）鹿角郡十和田町新設のため
- 河辺郡種平村 （1956年9月30日）河辺郡雄和村新設のため
- 河辺郡戸米川村 （1956年9月30日）河辺郡雄和村新設のため
- 河辺郡大正寺村 （1956年9月30日）河辺郡雄和村新設のため
- 由利郡岩谷村 （1956年9月30日）由利郡大内村新設のため
- 由利郡上川大内村 （1956年9月30日）由利郡大内村新設のため
- 由利郡下川大内村 （1956年9月30日）由利郡大内村新設のため
- 雄勝郡稲庭町 （1956年9月30日）雄勝郡稲庭川連町新設のため
- 雄勝郡川連町 （1956年9月30日）雄勝郡稲庭川連町新設のため
- 雄勝郡三梨村 （1956年9月30日）雄勝郡稲庭川連町新設のため
- 仙北郡飯詰村 （1956年9月30日）仙北郡仙南村新設のため
- 仙北郡金沢西根村 （1956年9月30日）仙北郡仙南村新設のため
- 仙北郡西明寺村 （1956年9月30日）仙北郡西木村新設のため
- 仙北郡檜木内村 （1956年9月30日）仙北郡西木村新設のため
- 仙北郡生保内町 （1956年9月30日）仙北郡田沢湖町新設のため
- 仙北郡神代村 （1956年9月30日）仙北郡田沢湖町新設のため
- 仙北郡田沢村 （1956年9月30日）仙北郡田沢湖町新設のため
- 仙北郡金沢町 （1956年9月30日）横手市に編入のため
- 平鹿郡醍醐村 （1957年4月1日）平鹿郡平鹿町に編入のため
- 河辺郡川添村 （1957年6月1日）河辺郡雄和村に編入のため

## 1960年～1969年
- 北秋田郡花矢町 （1967年12月21日）大館市に編入のため

## 1970年～1979年
- 鹿角郡花輪町 （1972年4月1日）鹿角市新設のため
- 鹿角郡十和田町 （1972年4月1日）鹿角市新設のため
- 鹿角郡尾去沢町 （1972年4月1日）鹿角市新設のため
- 鹿角郡八幡平村 （1972年4月1日）鹿角市新設のため

## 1980年～1999年
この20年間に県内に廃止市町村なし

## 2000年～
- 仙北郡六郷町 （2004年11月1日）仙北郡美郷町新設のため
- 仙北郡千畑町 （2004年11月1日）仙北郡美郷町新設のため
- 仙北郡仙南村 （2004年11月1日）仙北郡美郷町新設のため
- 河辺郡河辺町 （2005年1月11日）秋田市に編入のため
- 河辺郡雄和町 （2005年1月11日）秋田市に編入のため
- 本荘市 （2005年3月22日）由利本荘市新設のため
- 由利郡矢島町 （2005年3月22日）由利本荘市新設のため
- 由利郡岩城町 （2005年3月22日）由利本荘市新設のため
- 由利郡由利町 （2005年3月22日）由利本荘市新設のため
- 由利郡西目町 （2005年3月22日）由利本荘市新設のため
- 由利郡鳥海町 （2005年3月22日）由利本荘市新設のため
- 由利郡東由利町 （2005年3月22日）由利本荘市新設のため
- 由利郡大内町 （2005年3月22日）由利本荘市新設のため
- 大曲市 （2005年3月22日）大仙市新設のため
- 仙北郡神岡町 （2005年3月22日）大仙市新設のため
- 仙北郡西仙北町 （2005年3月22日）大仙市新設のため
- 仙北郡中仙町 （2005年3月22日）大仙市新設のため
- 仙北郡協和町 （2005年3月22日）大仙市新設のため
- 仙北郡仙北町 （2005年3月22日）大仙市新設のため
- 仙北郡太田町 （2005年3月22日）大仙市新設のため
- 仙北郡南外村 （2005年3月22日）大仙市新設のため
- 北秋田郡鷹巣町 （2005年3月22日）北秋田市新設のため
- 北秋田郡森吉町 （2005年3月22日）北秋田市新設のため
- 北秋田郡阿仁町 （2005年3月22日）北秋田市新設のため
- 北秋田郡合川町 （2005年3月22日）北秋田市新設のため
- 南秋田郡昭和町 （2005年3月22日）潟上市新設のため
- 南秋田郡飯田川町 （2005年3月22日）潟上市新設のため
- 南秋田郡天王町 （2005年3月22日）潟上市新設のため
- 旧・湯沢市 （2005年3月22日）湯沢市新設のため
- 雄勝郡稲川町 （2005年3月22日）湯沢市新設のため
- 雄勝郡雄勝町 （2005年3月22日）湯沢市新設のため
- 雄勝郡皆瀬村 （2005年3月22日）湯沢市新設のため
- 旧・男鹿市 （2005年3月22日）男鹿市新設のため
- 南秋田郡若美町 （2005年3月22日）男鹿市新設のため
- 北秋田郡比内町 （2005年6月20日）大館市に編入のため
- 北秋田郡田代町 （2005年6月20日）大館市に編入のため
- 仙北郡角館町 （2005年9月20日）仙北市新設のため
- 仙北郡田沢湖町 （2005年9月20日）仙北市新設のため
- 仙北郡西木村 （2005年9月20日）仙北市新設のため
- 旧・横手市 （2005年10月1日）横手市新設のため
- 平鹿郡増田町 （2005年10月1日）横手市新設のため
- 平鹿郡平鹿町 （2005年10月1日）横手市新設のため
- 平鹿郡雄物川町 （2005年10月1日）横手市新設のため
- 平鹿郡大森町 （2005年10月1日）横手市新設のため
- 平鹿郡十文字町 （2005年10月1日）横手市新設のため
- 平鹿郡山内村 （2005年10月1日）横手市新設のため
- 平鹿郡大雄村 （2005年10月1日）横手市新設のため
- 由利郡仁賀保町 （2005年10月1日）にかほ市新設のため
- 由利郡金浦町 （2005年10月1日）にかほ市新設のため
- 由利郡象潟町 （2005年10月1日）にかほ市新設のため
- 山本郡琴丘町 （2006年3月20日）山本郡三種町新設のため
- 山本郡山本町 （2006年3月20日）山本郡三種町新設のため
- 山本郡八竜町 （2006年3月20日）山本郡三種町新設のため
- 旧・能代市 （2006年3月21日）能代市新設のため
- 山本郡二ツ井町 （2006年3月21日）能代市新設のため
- 山本郡八森町 （2006年3月27日）山本郡八峰町新設のため
- 山本郡峰浜村 （2006年3月27日）山本郡八峰町新設のため